# Набиев, Малик Набиевич
Малик Набиевич Набиев (18 января 1913, Ташкент  — 12 октября 1992, Ташкент) — советский хозяйственный, государственный и политический деятель, доктор технических наук, профессор, академик АН Узбекской ССР.

## Биография
Родился в 1913 году в Ташкенте. Член КПСС с 1939 года.
С 1935 года — на хозяйственной, общественной и политической работе. В 1935—1983 гг. — работник Горловского азотнотукового завода, инженерный работник Чирчикского электрохимкомбината, первый заместитель председателя Госплана УзССР, председатель главного управления промкооперации Совета Министров Узбекской ССР, инженерный работник Чирчикского электрохимкомбината, заведующий отделом науки и школ ЦК КП Узбекистана, заведующий отделом промышленности и транспорта ЦК КП Узбекистана, начальник лаборатории химии удобрений в Институте химии АН Узбекской ССР, академик-секретарь Отделения химико-технологических наук АН Узбекской ССР.
Избирался депутатом Верховного Совета Узбекской ССР 5-го созыва.
Умер 12 октября 1992 г.

## Награды
- Орден Октябрьской Революции
- 3 ордена Трудового Красного Знамени (в том числе 11.1.1957[2], 30.05.1974[3])
- Орден «Знак Почёта»